# Władimir Djakow
Władimir Anatoljewicz Djakow (ur. 14 czerwca 1919 w Bakały w Baszkirii, zm. 16 listopada 1995 w Moskwie) – rosyjski historyk. Napisał dzieła zajmujące się problematyką połączeń polskiej i rosyjskiej lewicy społecznej. Otrzymał nagrodę polskiego Stowarzyszenia Kultury Europejskiej (w 1981 r.) oraz tytuł doktora honoris causa Uniwersytetu Łódzkiego. Od 1994 był członkiem zagranicznym Polskiej Akademii Nauk.
Pochowany na Cmentarzu Dońskim w Moskwie.